# 惠安公交K15路
惠安公交K15路是中华人民共和国泉州市境内的一条公共交通线路，全程42.7公里。起讫点为秀涂村至惠安动车站，运营时间为双向6:20-18:30。
该线为泉州市范围内第二条联营线路，第一条为2016年6月26日开通的K508路。

## 历史
- 2019年8月29日，台商投资区交通运输管理所向社会公开征集意见。在拟开通线路线路公示中，列出“秀涂-惠安火车站”线路。[1]
- 2019年9月18日，台投区交运所批复“秀涂-惠安动车站”线路。[2]
- 2019年9月25日，公交集团台投公司发布“秀涂-惠安动车站”线路开通预告，并将该线命名为K15路。[3]
- 2019年10月1日，K15路正式开通。初期运行区间为秀涂-惠安动车站。初期运行时间为秀涂：6:20-18:30；惠安动车站：6:20-18:30。台投公司使用车辆为自K508路退下的7部恒通牌CKZ6851HNA5型LNG空调公交车，惠安公交使用车辆为自惠安23路退下的7部金旅XML6855JEVW0C空调电动巴士。双方配车共计14部。[4]
- 2020年1月26日，为配合惠安县交通局关于新型冠状病毒肺炎防控要求。K15路自当日14:00起暂停运行至2月16日。[5][6]
- 2020年2月17日，K15路自该日起恢复运营。
- 2021年6月29日，因K507路开通需要，台投公司抽调K15路两部CKZ6851HNA5至K507路，台投方面配车降至5部，惠安方面不变，总配车数降为12部。
- 2021年9月13日，应惠安县新型冠状病毒感染的肺炎疫情应急指挥部要求，K15路自当日9:00起暂停运营至9月30日。[7]
- 2021年10月1日，K15路自该日起恢复运营。同日起，受杏秀路改造影响，K15路取消途径杏秀路海丝公园东门至台投区管委会段。改为途径东西大道、滨湖东路、滨湖南路至联翔西路口后原线行驶[8]
- 2021年11月1日，K15路恢复途径海丝公园东门至台投区管委会，取消途径东西大道、滨湖东路、滨湖南路。
- 2022年1月25日，K15路自该日起增加途径南山路、海伦路、八仙过海水世界。运营时间、票价不变。[9]
- 2022年2月15日，因福厦客专杏秀路南北大道路口跨线桥施工封闭需要，自该日起K15路临时缩线至琅山村始发终到，其他不变。
- 2022年3月16日，因疫情防控暂停中心市区范围内所有公交线路运营，K15路自当日首班起暂停运营至4月19日。[10]
- 2022年4月20日，K15路恢复运营。[11]
- 2023年1月1日，福厦客专杏秀路南北大道路口跨线桥完工，自该日起K15路恢复运行至秀涂村。
- 2023年6月1日，K15路惠安方面更换为4部金旅XML6805JEVS0C及1部宇通ZK6815BEVG3型空调电动巴士，双方配车数降为10部。
- 2024年1月1日，因联翔西路南山路路口施工，K15路自该日起临时取消途径南山路、海仑路、海湾大道。改为直行杏秀路至黄岭村后原线行驶，其它不变。
- 2024年12月1日，K15路台投方面配车全线更换为6部福田BJ6805EVCA-33型空调电动巴士，原配5部CKZ6851HNA5退役。
- 2025年4月1日，K15路与K503路互换车辆，K15路接手并更换自K503路置换而来的6部中车时代TEG6851BEV09型空调电动巴士，配车数不变。

## 站点
| 路线 | 路线 | 路线 | 所在地区、街道 | 所在地区、街道         | 站点名       | 备注                  |
| ---- | ---- | ---- | -------------- | ---------------------- | ------------ | --------------------- |
|      |      |      | 台投区         | 杏秀路                 | 秀涂村       | 起讫站                |
|      |      |      | 台投区         | 杏秀路                 | 琅山村       |                       |
|      |      |      | 台投区         | 杏秀路                 | 东湖村       |                       |
|      |      |      | 台投区         | 杏秀路                 | 阳光村       |                       |
|      |      |      | 台投区         | 杏秀路                 | 后港村       |                       |
|      |      |      | 台投区         | 杏秀路                 | 山紫阳村     |                       |
|      |      |      | 台投区         | 杏秀路                 | 黄岭村       |                       |
|      |      |      | 台投区         | 杏秀路                 | 联翔西路口   |                       |
|      |      |      | 台投区         | 杏秀路                 | 台投区管委会 |                       |
|      |      |      | 台投区         | 杏秀路                 | 学堂北街口   | 原名 鸿润医院         |
|      |      |      | 台投区         | 杏秀路                 | 海丝公园东门 | 原名 亚洲艺术公园东门 |
|      |      |      | 台投区         | 杏秀路                 | 锦峰村       |                       |
|      |      |      | 台投区         | 杏秀路                 | 后西街       |                       |
|      |      |      | 台投区         | 杏秀路                 | 执法大队     | 原名 东园运管所       |
|      |      |      | 台投区         | 杏秀路                 | 玉坂村       |                       |
|      |      |      | 台投区         | 杏秀路                 | 新沙村       |                       |
|      |      |      | 台投区         | 杏秀路                 | 杏秀路中段   | 中车泉州              |
|      |      |      | 台投区         | 杏秀路                 | 锦厝村       |                       |
|      |      |      | 台投区         | 杏秀路                 | 杏田村       | 分段点                |
|      |      |      | 惠安县         | 惠泉南路 324国道       | 下星村路口   |                       |
|      |      |      | 惠安县         | 惠泉南路 324国道       | 溪西村       |                       |
|      |      |      | 惠安县         | 惠泉南路 324国道       | 溪东路口     |                       |
|      |      |      | 惠安县         | 惠泉南路 324国道       | 竹坑塘路口   |                       |
|      |      |      | 惠安县         | 惠泉南路 324国道       | 盘龙村       |                       |
|      |      |      | 惠安县         | 惠泉南路 324国道       | 廖厝前       |                       |
|      |      |      | 惠安县         | 惠泉南路 324国道       | 惠安二中     |                       |
|      |      |      | 惠安县         | 迎宾西路               | 公交中心站   |                       |
|      |      |      | 惠安县         | 世纪大道               | 厝斗         |                       |
|      |      |      | 惠安县         | 世纪大道               | 广电大厦     |                       |
|      |      |      | 惠安县         | 世纪大道               | 禹州城市广场 |                       |
|      |      |      | 惠安县         | 世纪大道               | 华尔国际     |                       |
|      |      |      | 惠安县         | 世纪大道               | 建筑业大厦   |                       |
|      |      |      | 惠安县         | 世纪大道               | 体育馆       |                       |
|      |      |      | 惠安县         | 世纪大道               | 溪滨公园     |                       |
|      |      |      | 惠安县         | 世纪大道               | 达利酒店     |                       |
|      |      |      | 惠安县         | 世纪大道               | 新霞村       |                       |
|      |      |      | 惠安县         | 南阳路                 | 县中医院     |                       |
|      |      |      | 惠安县         | 玉屏大道 原 高铁连接线 | 南安村       |                       |
|      |      |      | 惠安县         | 玉屏大道 原 高铁连接线 | 坝下村路口   |                       |
|      |      |      | 惠安县         | 玉屏大道 原 高铁连接线 | 牛山后路口   |                       |
|      |      |      | 惠安县         | 玉屏大道 原 高铁连接线 | 光山村       |                       |
|      |      |      | 惠安县         | 玉屏大道 原 高铁连接线 | 油园路口     | 紫山开发区            |
|      |      |      | 惠安县         | 玉屏大道 原 高铁连接线 | 紫山大桥     |                       |
|      |      |      | 惠安县         | 玉屏大道 原 高铁连接线 | 仕尾         |                       |
|      |      |      | 惠安县         | 玉屏大道 原 高铁连接线 | 惠安动车站   | 起迄站                |

## 票价
K15路为分段计价，全程¥4.0。其中：
- 秀涂村至杏田村：2元/人
- 杏田村至惠安动车站：2元/人
- 泉通卡普通卡9折，月票卡优惠无效、敬老卡、爱心卡有效
- 可使用泉城通APP及支付宝、云闪付、微信乘车码支付

## 配车
K15路配车数总计11部，其中：
- 金旅XML6805JEVS0C 4部
- 宇通ZK6815BEVG3  1部
- 中车时代TEG6851BEV09 6部

- 金旅XML6855JEVW0C
（2019.10 - 2023.5）
- 恒通CKZ6851HNA5
（2019.10 - 2024.11）
- 金旅XML6805JEVS0C
（2023.6 - ）
- 福田BJ6805EVCA-33
（2024.12 - 2025.3）
- 中车时代TEG6851BEV09
（2025.4 - ）

## 相关
- 泉州公交线路列表